# 高橋はぢめ
高橋 はぢめ（たかはし はぢめ、7月3日 - ）は、埼玉県出身の男性声優・ナレーター。血液型A型。

趣味は、読書、麻雀など。以前はムーブマンに所属していた。テレビ番組やVPのほかに、舞台出演も体験している。

## 出演作品

### テレビアニメ
- KND ハチャメチャ大作戦

### 吹き替え
- エージェント・ゾーハン
- グッド・ワイフ

### テレビ
- 梅辰どんぶり亭（ボイスオーバー）
- オーストラリアを抱きしめ隊（ボイスオーバー）
- 大人の教科書
- 日曜ビッグバラエティー「海外へ嫁いだ華麗なる日本人」（ボイスオーバー）
- モンスタージオ（2006年、キッズステーション）

### VP
- 全国共済農業協同組合連合会（企業VP）

### 舞台
- 美しきものの伝説 - 四分録六役
- 海抜3200メートル - ブノア役
- ジプシー〜千の輪の切り株の上の物語 - カンさん役
- ナツヤスミ語辞典 - クサナギ役
- 誰がために鐘は鳴る
- 星の十字軍 - キャストとして出演